# منیر ابوکشک
منیر ابوکشک (انگلیسی: Munir Abu-Keshek) بوکسور اهل فلسطین است.
وی در مسابقات کشوری و بین‌المللی در مجموع برندهٔ ۱ مدال برنز شده‌است.